# オーボンヌ
オーボンヌ （Eaubonne）は、フランス、イル＝ド＝フランス地域圏、ヴァル＝ドワーズ県のコミューン。

## 地理
オーボンヌはモンモランシー谷の中心部にあり、パリの北西約15kmのところにある。コミューン内を南北に小河川が流れ、そのうち14kmほどはコミューン北部のモンモランシーの森を流れている。オーボンヌの浄水場はメリー＝シュル＝オワーズにあり、ヴェオリア・エンバイロメントが運営している。オーボンヌの飲料水は品質がよく、硝酸塩が低く、フッ素は非常に少ない。1999年にナノ濾過が始まってからカルキが非常に減っている。

## 歴史

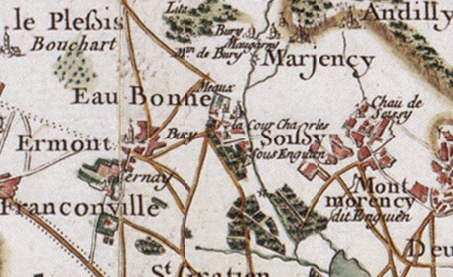
1780年頃のカッシーニ地図に描かれたオーボンヌ

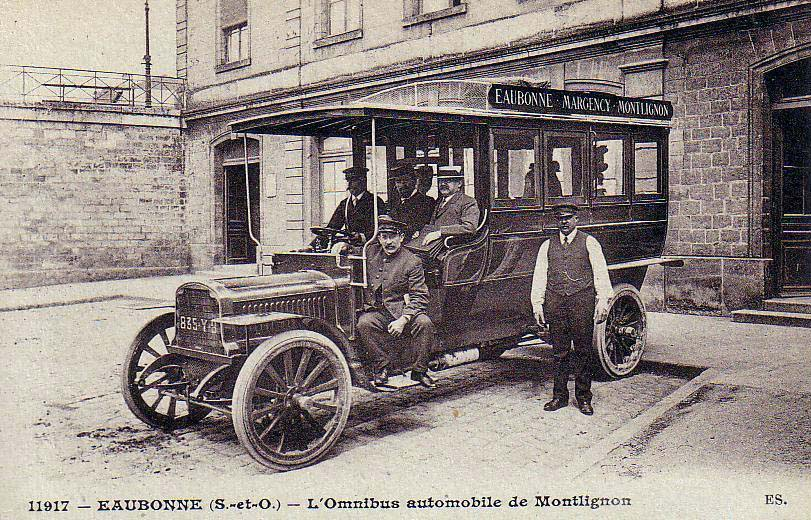
オーボンヌとモンリニョンの間を走っていた乗り合いバス。1900年頃

オーボンヌの古い名は、ラテン語で良い水を意味するアクア・ボナ（Aqua Bona）であった。ローマ軍団より水の質を高く評価されたからである。
ケルト時代に定住がなされたこの土地は、紀元前54年にローマに征服された。このときに多くの軍事用道路が建設され、そのうちの1つがのちに『ユリウス・カエサルの車道』と別称で呼ばれたもので、ルテティア（現在のパリ）からリールボンヌまでを通っていた道がオーボンヌも通っていた。
現在のオーボンヌの名が初めて現れるのは、635年のダゴベルト王の憲章においてである。
サン＝ドニ修道院の領地となった後、11世紀からモンモランシー家の封土となり、17世紀からはコンデ公の領地となった。
村全体が未開発なまま、18世紀半ばには住民がおよそ200人いるにすぎなかった。軍人ル・ノルマン・ド・メジエールが1762年に領主となってから、村は劇的に変わった。彼はシャトー、衛兵宿舎、通り、ワイン製造者の住宅を次々と建設し、それぞれが規則的に並び左右対称とした。オーボンヌは休暇先として引っ張りだこになった。
『告白』の中でふれているように、ジャン＝ジャック・ルソーはしばしばドゥトゥト夫人とオーボンヌを訪問した。
19世紀に村には少なくとも15のシャトーがあった。人口は増加していき、鉄道が敷かれた1846年から急速な都市化がもたらされた。1900年当時には野原も、南にあった湿地もなくなっていた。

## 交通
- 鉄道 - エルモン＝オーボンヌ駅とシャン・ド・クルス・ダンギャン駅。エルモン＝オーボンヌ駅の便がよく、RER C線の他トランジリアンパリ・ノール、トランジリアン・パリ・サンラザールの路線が通る。
- 道路 - 3km離れたA15と便利が良い。ブールヴァール・ド・パリジに直接つながっており、車でパリまで約15分である。

## 出身者
- デビッド・ストーン - 手品師
- セバスティアン・ルコルニュ - 政治家

## 姉妹都市
- マトロック（英語版）、イギリス
- ブーデンハイム、ドイツ